# Биогаз
Биогаз — газ, получаемый водородным или метановым брожением биомассы. Метановое разложение биомассы происходит под воздействием трёх видов бактерий. В цепочке питания последующие бактерии питаются продуктами жизнедеятельности предыдущих. Первый вид — бактерии гидролизные, второй — кислотообразующие, третий — метанообразующие. В производстве биогаза участвуют не только бактерии класса метаногенов, а все три вида. Одной из разновидностей биогаза является биоводород, где конечным продуктом жизнедеятельности бактерий является не метан, а водород.

## История
В XVII веке Ян Баптист Ван Гельмонт обнаружил, что разлагающаяся биомасса выделяет воспламеняющиеся газы. Алессандро Вольта в 1776 году пришёл к выводу о существовании зависимости между количеством разлагающейся биомассы и количеством выделяемого газа. В 1808 году сэр Хэмфри Дэви обнаружил метан в биогазе.
Первая задокументированная биогазовая установка была построена в Бомбее, Индия в 1859 году. В 1895 году биогаз применялся в Великобритании для уличного освещения. В 1930 году, с развитием микробиологии, были обнаружены бактерии, участвующие в процессе производства биогаза.
В СССР исследования проводились в 1940-х годах. В 1948 —— 1954 годах была разработана и построена первая лабораторная установка. В 1981 году при Госкомитете по науке и технике была создана специализированная секция по программе развития биогазовой отрасли. Запорожский конструкторско-технологический институт сельскохозяйственного машиностроения построил 10 комплектов оборудования.

## Состав и качество биогаза
50—87 % метана, 13—50 % CO2, незначительные примеси H2 и H2S.
После очистки биогаза от СО2 получается биометан. Биометан — полный аналог природного газа, отличие только в происхождении.
Поскольку только метан поставляет энергию из биогаза, целесообразно, для описания качества газа, выхода газа и количества газа все относить к метану, с его нормируемыми показателями. Объём газов зависит от температуры и давления. Высокие температуры приводят к расширению газа и к уменьшаемому вместе с объёмом уровню калорийности и наоборот. Кроме того при возрастании влажности калорийность газа также снижается. Чтобы выходы газа можно было сравнить между собой, необходимо их соотносить с нормальным состоянием (температура 0 °C, атмосферное давление 1,01325 bar, относительная влажность газа 0%). В целом данные о производстве газа выражают в литрах (л) или кубических метрах (м³) метана на 1 кг органического сухого вещества (ОСВ), это намного точнее и красноречивее, нежели данные в м³ биогаза в м³ свежего субстрата.

## Сырьё для получения
Перечень органических отходов, пригодных для производства биогаза: навоз, птичий помёт, зерновая и мелассная послеспиртовая барда, пивная дробина, свекольный жом, фекальные осадки, отходы рыбного и забойного цеха (кровь, жир, кишки, каныга), трава, бытовые отходы, отходы молокозаводов — соленая и сладкая молочная сыворотка, отходы производства биодизеля — технический глицерин от производства биодизеля из рапса, отходы от производства соков — жом фруктовый, ягодный, овощной, виноградная выжимка, водоросли, отходы производства крахмала и патоки — мезга и сироп, отходы переработки картофеля, производства чипсов — очистки, шкурки, гнилые клубни, кофейная пульпа.
Кроме отходов биогаз можно производить из специально выращенных энергетических культур, например, из силосной кукурузы или сильфия, а также водорослей. Выход газа может достигать до 300 м³ из 1 тонны.
Выход биогаза зависит от содержания сухого вещества и вида используемого сырья. Из тонны навоза крупного рогатого скота получается 50—65 м³ биогаза с содержанием метана 60 %, 150—500 м³ биогаза из различных видов растений с содержанием метана до 70 %. Максимальное количество биогаза — это 1300 м³ с содержанием метана до 87 % — можно получить из жира.
Различают теоретический (физически возможный) и технически-реализуемый выход газа. В 1950-70-х годах технически возможный выход газа составлял всего 20-30 % от теоретического. Сегодня применение энзимов, бустеров для искусственной деградации сырья (например, ультразвуковых или жидкостных кавитаторов) и других приспособлений позволяет увеличивать выход биогаза на самой обычной установке с 60 % до 95 %.
В биогазовых расчётах используется понятие сухого вещества (СВ или английское TS) или сухого остатка (СО). Вода, содержащаяся в биомассе, не даёт газа.
На практике из 1 кг сухого вещества получают от 300 до 500 литров биогаза.
Чтобы посчитать выход биогаза из конкретного сырья, необходимо провести лабораторные испытания или посмотреть справочные данные и определить содержание жиров, белков и углеводов. При определении последних важно узнать процентное содержание быстроразлагаемых (фруктоза, сахар, сахароза, крахмал) и трудноразлагаемых веществ (например, целлюлоза, гемицеллюлоза, лигнин). Определив содержание веществ, можно вычислить выход газа для каждого вещества по отдельности и затем сложить.
Раньше, когда не было науки о биогазе и биогаз ассоциировался с навозом, применяли понятие «животной единицы». Сегодня, когда биогаз научились получать из произвольного органического сырья, это понятие отошло и перестало использоваться.
Свалочный газ — одна из разновидностей биогаза. Получается на свалках из муниципальных бытовых отходов.

## Экология
Производство биогаза позволяет предотвратить выбросы метана в атмосферу. Метан оказывает влияние на парниковый эффект в 21 раз более сильное, чем СО2, и находится в атмосфере 12 лет. Захват метана — лучший краткосрочный способ предотвращения глобального потепления.
Переработанный навоз, барда и другие отходы применяются в качестве удобрения в сельском хозяйстве. Это позволяет снизить применение химических удобрений, сокращается нагрузка на грунтовые воды.

## Производство
Существуют промышленные и кустарные установки. Промышленные установки отличаются от кустарных наличием механизации, систем подогрева, гомогенизации, автоматики. Наиболее распространённый промышленный метод — анаэробное сбраживание в метантанках.
Хорошая биогазовая установка должна иметь необходимые части:
- Ёмкость гомогенизации
- Загрузчик твердого (жидкого) сырья
- Реактор
- Мешалки
- Газгольдер
- Система смешивания воды и отопления
- Газовая система
- Насосная станция
- Сепаратор
- Приборы контроля
- КИПиА с визуализацией
- Система безопасности

### Принцип работы установки
Биомасса (отходы или зелёная масса) периодически подаются с помощью насосной станции или загрузчика в реактор. Реактор представляет собой подогреваемый и утеплённый резервуар, оборудованный миксерами. Стройматериалом для промышленного резервуара чаще всего служит железобетон или сталь с покрытием. В малых установках иногда используются композиционные материалы. В реакторе живут полезные бактерии, питающиеся биомассой. Продуктом жизнедеятельности бактерий является биогаз. Для поддержания жизни бактерий требуется подача корма, подогрев до 35-38 °С и периодическое перемешивание. Образующийся биогаз скапливается в хранилище (газгольдере), затем проходит систему очистки и подается к потребителям (котел или электрогенератор). Реактор работает без доступа воздуха, герметичен и неопасен.
Для сбраживания некоторых видов сырья в чистом виде требуется особая технология. Например, спиртовая барда перерабатываются с использованием химических добавок. Для кислой меласной барды используется щелочь.  Возможна переработка этих же субстратов по одностадийной технологии без химических добавок, но при коферментации (смешивании) с другими видами сырья, например, с навозом или силосом.

### Факторы, влияющие на процесс брожения
- Температура
- Влажность среды
- Уровень рН
- Соотношение C : N : P
- Площадь поверхности частиц сырья
- Частота подачи субстрата
- Замедляющие вещества
- Стимулирующие добавки

## Температура
Метановые бактерии проявляют свою жизнедеятельность в пределах температуры 0-70ºС. Если температура выше они начинают гибнуть, за исключением нескольких штаммов, которые могут жить при температуре среды до 90ºС. При минусовой температуре они выживают, но прекращают свою жизнедеятельность. В литературе как нижнюю границу температуры указывают 3-4ºС.

## Площадь поверхности частиц сырья
Принципиальным является, что чем меньше частички субстрата, тем лучше. Чем больше площадь взаимодействия для бактерий и чем более волокнистый субстрат, тем легче и быстрее бактериям разлагать субстрат. Кроме того, его проще перемешивать, смешивать и подогревать без образования плавающей корки или осадка. Измельченное сырье имеет влияние на количество произведенного газа через длительность периода брожения. Чем короче период брожения, тем лучше должен быть измельчен материал.
При достаточно длительном периоде брожения количество выработанного газа снова увеличится. При использовании измельченного зерна этого уже удалось достичь через 15 дней.

## Применение
Биогаз используют в качестве топлива для производства: электроэнергии, тепла или пара, или в качестве автомобильного топлива.
Биогазовые установки могут устанавливаться как очистные сооружения на фермах, птицефабриках, спиртовых заводах, сахарных заводах, мясокомбинатах. Биогазовая установка может заменить ветеринарно-санитарный завод, т. е. падаль может утилизироваться в биогаз вместо производства мясо-костной муки.
В производстве и использовании биогаза лидирует Дания — биогаз занимает до 18 % в её общем энергобалансе.
По абсолютным показателям по количеству средних и крупных установок ведущее место занимает Германия — 8000 установок.
В Западной Европе не менее половины всех птицеферм отапливаются биогазом.

### Страны Азии

#### Китай
Больше всего малых биогазовых установок находится в Китае — более 10 млн (на конец 1990-х). Они производят около 7 млрд м³ биогаза в год, что обеспечивает топливом примерно 60 млн крестьян. В конце 2010 года в Китае действовало уже около 40 млн биогазовых установок. В биогазовой индустрии Китая заняты 60 тысяч человек.

#### Индия
В Индии, Вьетнаме, Непале и других странах строят малые (односемейные) биогазовые установки. Получаемый в них газ используется для приготовления пищи.
В Индии с 1981 года до 2006 года было установлено 3,8 млн малых биогазовых установок.

#### Непал
В Непале существует программа поддержки развития биогазовой энергетики, благодаря которой в сельской местности к концу 2009 года было создано 200 тысяч малых биогазовых установок.

### Автомобильный транспорт
Volvo и Scania производят автобусы с двигателями, работающими на биогазе. Такие автобусы активно используются в городах Швейцарии: Берн, Базель, Женева, Люцерн и Лозанна. По прогнозам Швейцарской Ассоциации Газовой Индустрии к 2010 году 10 % автотранспорта Швейцарии будет работать на биогазе.
Муниципалитет Осло в начале 2009 года перевёл на биогаз 80 городских автобусов. Стоимость биогаза составляет €0,4 — €0,5 за литр в бензиновом эквиваленте. При успешном завершении испытаний на биогаз будут переведены 400 автобусов.

## Потенциал
В России агрокомплекс ежегодно производит 773 млн т отходов, из которых можно получить 66 млрд м3 биогаза, или около 110 млрд кВт·ч электроэнергии. Общая потребность России в биогазовых заводах оценивается в 20 тысяч предприятий.
В США выращивается около 8,5 млн коров. Биогаза, получаемого из их навоза, будет достаточно для обеспечения топливом 1 млн автомобилей.
Потенциал биогазовой индустрии Германии оценивается в 100 млрд кВт·ч энергии к 2030 году, что будет составлять около 10% от потребляемой страной энергии.

## Критика
Использование для производства биогаза энергетических культур подвергается критике со стороны «зелёных», в частности в Германии. К отрицательным сторонам среди прочего они относят:
- парниковых газов, связанное с использованием азотных удобрений;
- удобрениями земель и грунтовых вод;
- орошение;
- производства продовольственных культур;
- на продукты питания[7].